# Cardaillac
Pour les articles homonymes, voir Cardaillac (homonymie).
Cardaillac (en occitan Cardalhac) est une commune française, située dans l'est du département du Lot en région Occitanie.
Elle est également dans le Limargue, une région naturelle occupant une dépression verdoyante entre les causses du Quercy et le Ségala quercynois.
Exposée à un climat océanique altéré, elle est drainée par la Burlande, le Drauzou, le ruisseau de Saint-Perdoux, le ruisseau de Planioles et par divers autres petits cours d'eau. La commune possède un patrimoine naturel remarquable composé de sept zones naturelles d'intérêt écologique, faunistique et floristique.
Cardaillac est une commune rurale qui compte 621 habitants en 2022, après avoir connu un pic de population de 1 500 habitants en 1793.  Elle fait partie de l'aire d'attraction de Figeac. Ses habitants sont appelés les Cardaillacois ou  Cardaillacoises.
Elle est adhérente de l'association Les Plus Beaux Villages de France.

## Géographie
Commune de l'aire urbaine de Figeac située à 9 km au nord-ouest de Figeac, à la limite du Limargue (région agricole riche) et du Ségala lotois (région pauvre produisant du seigle et des châtaignes), Cardaillac a un patrimoine médiéval riche. son nom apparaît au VIIIe siècle. Le Chevalier Bertrand prit le nom Cardaillac lorsque le roi Pépin le Bref lui confia ces terres.

### Hydrographie
Le Ruisseau de Douzet, le Ruisseau de Pisserate, le Ruisseau de la Dournelle sont les principaux cours d'eau parcourant la commune.

### Communes limitrophes
| Saint-Bressou | Sainte-Colombe | Prendeignes   |
| Fourmagnac    | Cardaillac     | Saint-Perdoux |
| Camburat      | Planioles      | Viazac        |

### Climat
Pour des articles plus généraux, voir Climat de l'Occitanie et Climat du Lot.
En 2010, le climat de la commune est de type climat océanique altéré.
Pour la période 1971-2000, la température annuelle moyenne est de 12,1 °C, avec une amplitude thermique annuelle de 15,2 °C. Le cumul annuel moyen de précipitations est de 1 106 mm, avec 11,7 jours de précipitations en janvier et 6,9 jours en juillet. Pour la période 1991-2020, la température moyenne annuelle observée sur la station météorologique la plus proche, située sur la commune de Faycelles à 13 km à vol d'oiseau, est de 13,1 °C et le cumul annuel moyen de précipitations est de 806,2 mm,.

### Milieux naturels et biodiversité
L’inventaire des zones naturelles d'intérêt écologique, faunistique et floristique (ZNIEFF) a pour objectif de réaliser une couverture des zones les plus intéressantes sur le plan écologique, essentiellement dans la perspective d’améliorer la connaissance du patrimoine naturel national et de fournir aux différents décideurs un outil d’aide à la prise en compte de l’environnement dans l’aménagement du territoire.
Cinq ZNIEFF de type 1 sont recensées sur la commune :
- la « zone humide du ruisseau de Murat » (5 ha)[7] ;
- les « zones humides de Cantagrel, du Moulin de Carrié et de Lafont » (15 ha), couvrant 3 communes du département[8] ;
- les « zones humides de St Perdoux » (33 ha), couvrant 2 communes du département[9] ;
- les « zones humides des ruisseaux de Burgalières et de Pétarot ainsi que de l´étang de Cün » (44 ha), couvrant 3 communes du département[10] ;
- les « zones humides du Fraysse et des landes » (3 ha)[11] ;

et deux ZNIEFF de type 2, : 
- le « Haut bassin du Drauzou » (2 611 ha), couvrant 10 communes du département[12] ;
- le « Ségala lotois : bassin versant du Célé » (12 535 ha), couvrant 28 communes dont six dans le Cantal et 22 dans le Lot[13].

Carte des ZNIEFF de type 1 et 2 à Cardaillac.
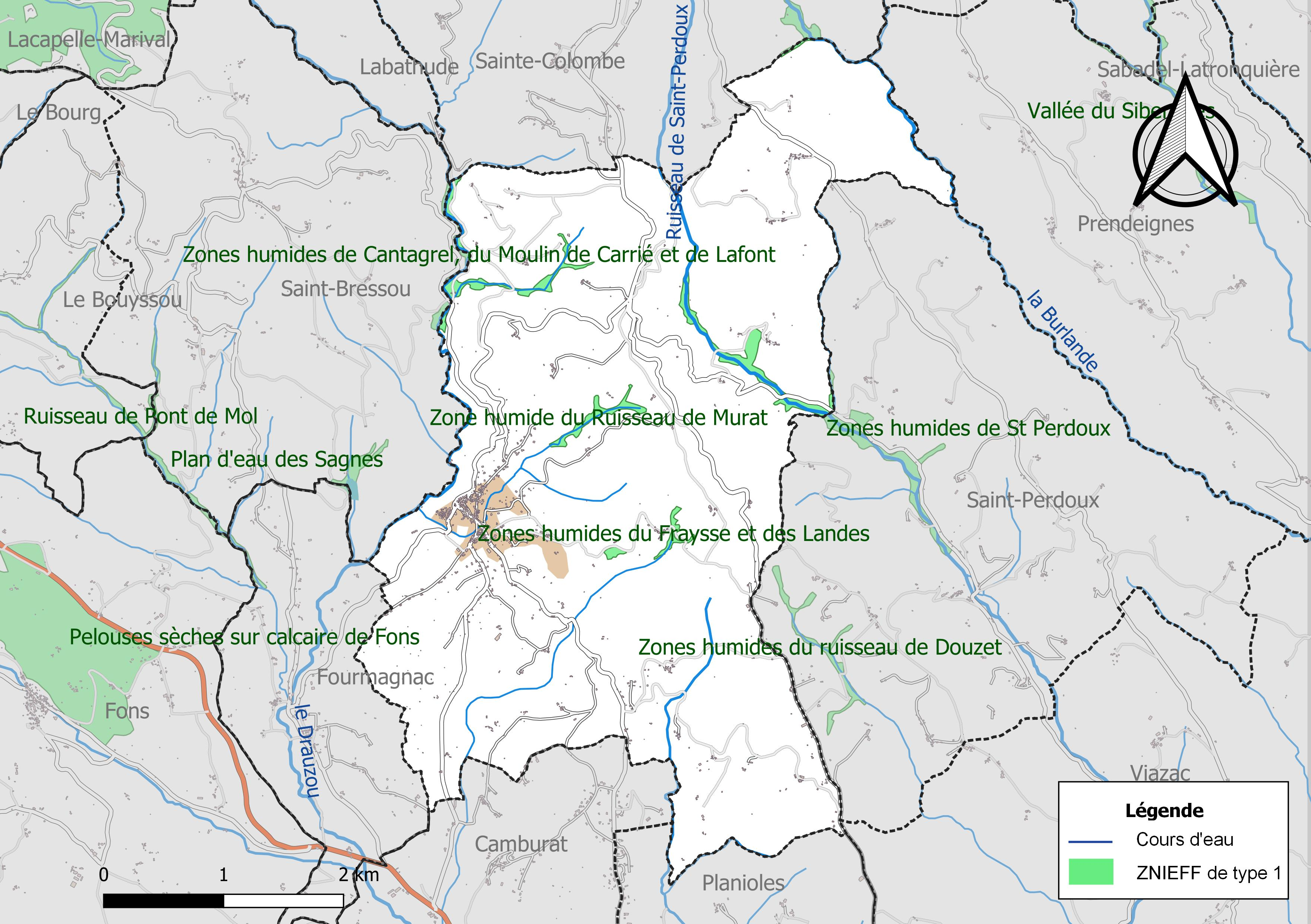
Carte des ZNIEFF de type 1 sur la commune.
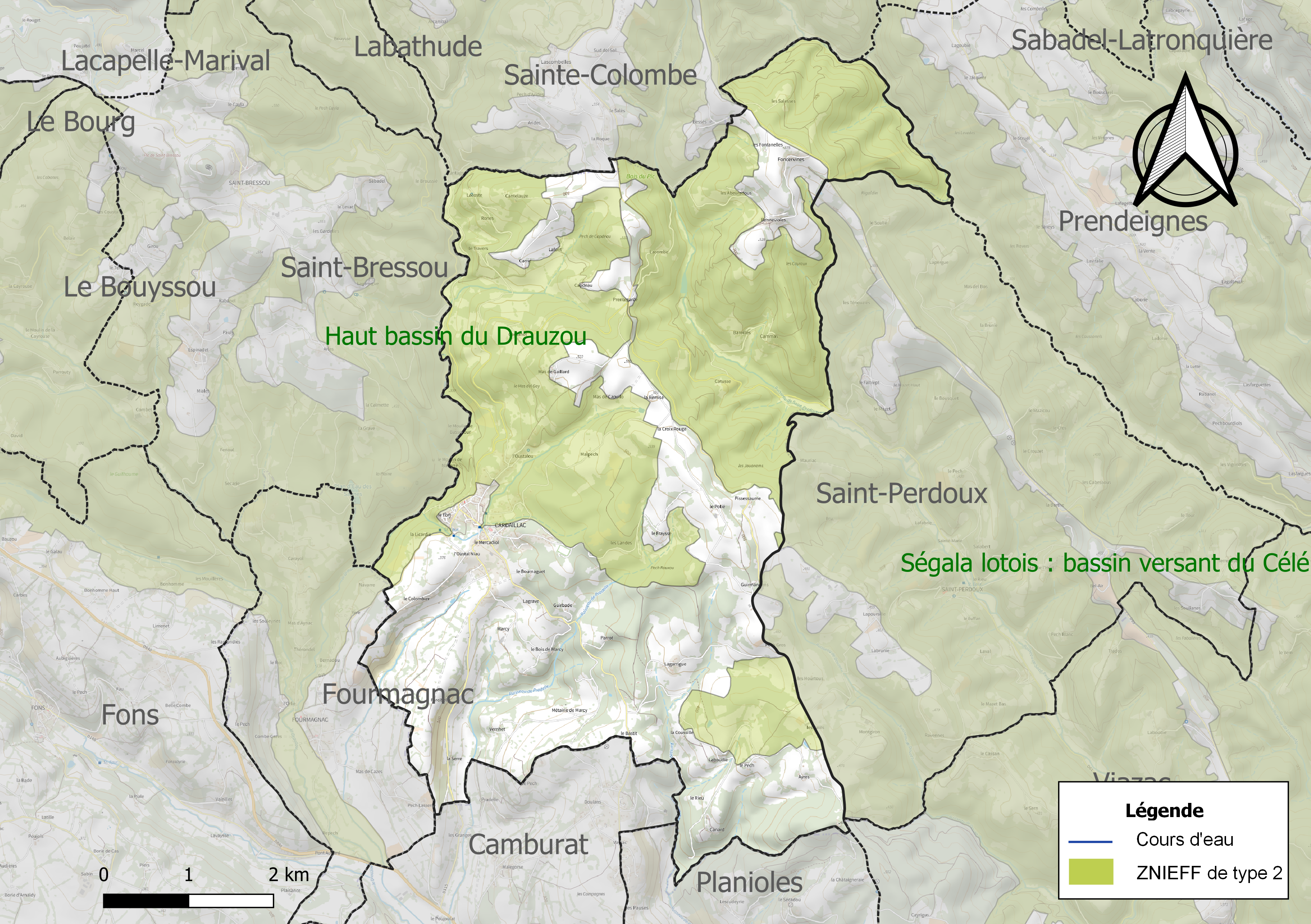
Carte des ZNIEFF de type 2 sur la commune.

## Urbanisme

### Typologie
Au 1er janvier 2024, Cardaillac est catégorisée commune rurale à habitat dispersé, selon la nouvelle grille communale de densité à sept niveaux définie par l'Insee en 2022.
Elle est située hors unité urbaine. Par ailleurs la commune fait partie de l'aire d'attraction de Figeac, dont elle est une commune de la couronne,. Cette aire, qui regroupe 59 communes, est catégorisée dans les aires de moins de 50 000 habitants,.

### Occupation des sols
L'occupation des sols de la commune en 2018 est la suivante : 
forêts (55,9 %), prairies (36,7 %), zones agricoles hétérogènes (5,3 %), zones urbanisées (2 %). L'évolution de l’occupation des sols de la commune et de ses infrastructures peut être observée sur les différentes représentations cartographiques du territoire : la carte de Cassini (XVIIIe siècle), la carte d'état-major (1820-1866) et les cartes ou photos aériennes de l'IGN pour la période actuelle (1950 à aujourd'hui).

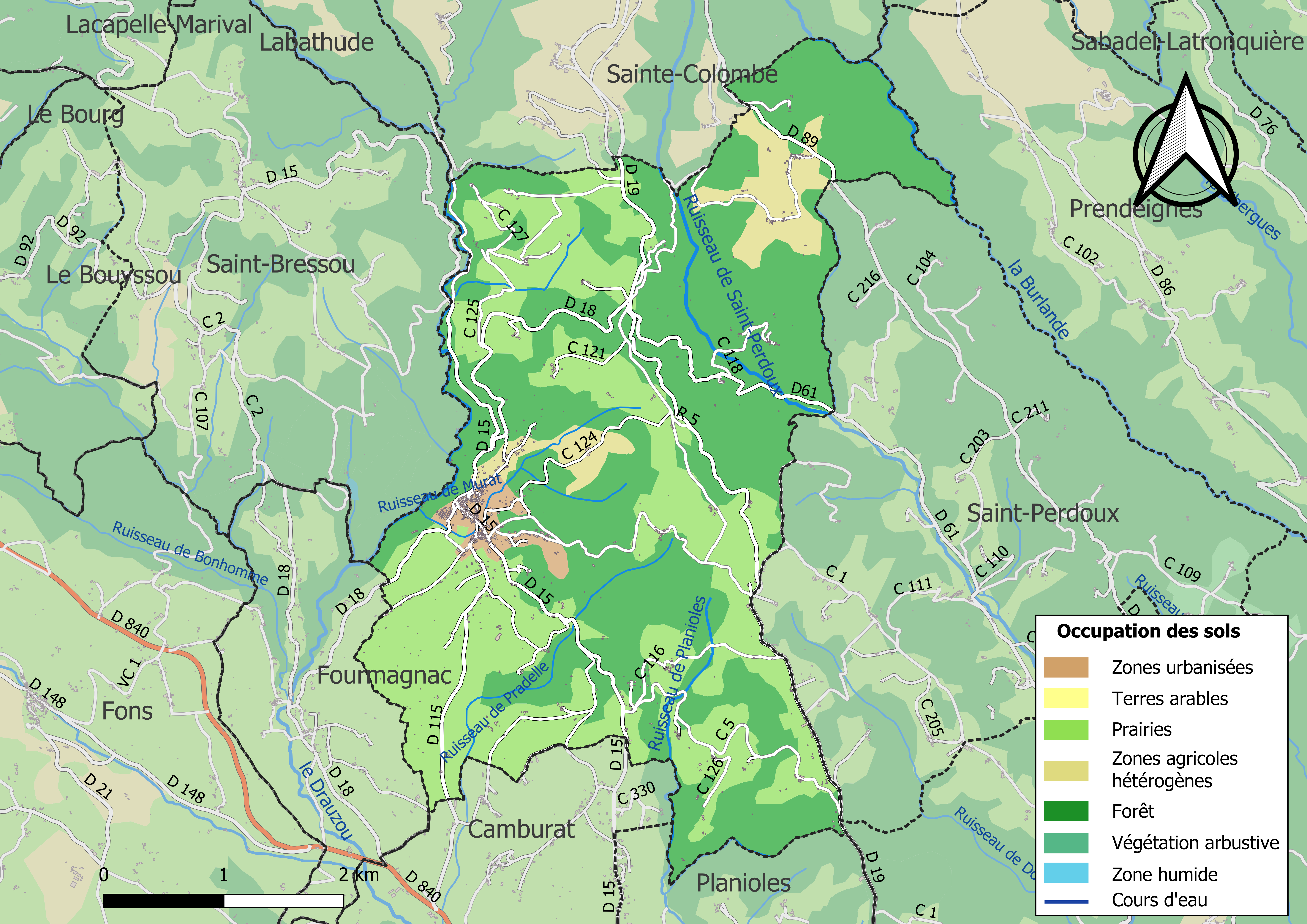
Carte des infrastructures et de l'occupation des sols de la commune en 2018 (CLC).

### Risques majeurs
Le territoire de la commune de Cardaillac est vulnérable à un risque de radon.

#### Risques naturels
Certaines parties du territoire communal sont susceptibles d’être affectées par le risque d’inondation par débordement de cours d'eau, notamment la Burlande, le ruisseau de Saint-Perdoux et le Drauzou. La commune a été reconnue en état de catastrophe naturelle au titre des dommages causés par les inondations et coulées de boue survenues en 1982, 1993, 1994 et 1999,.
Cardaillac est exposée au risque de feu de forêt. 

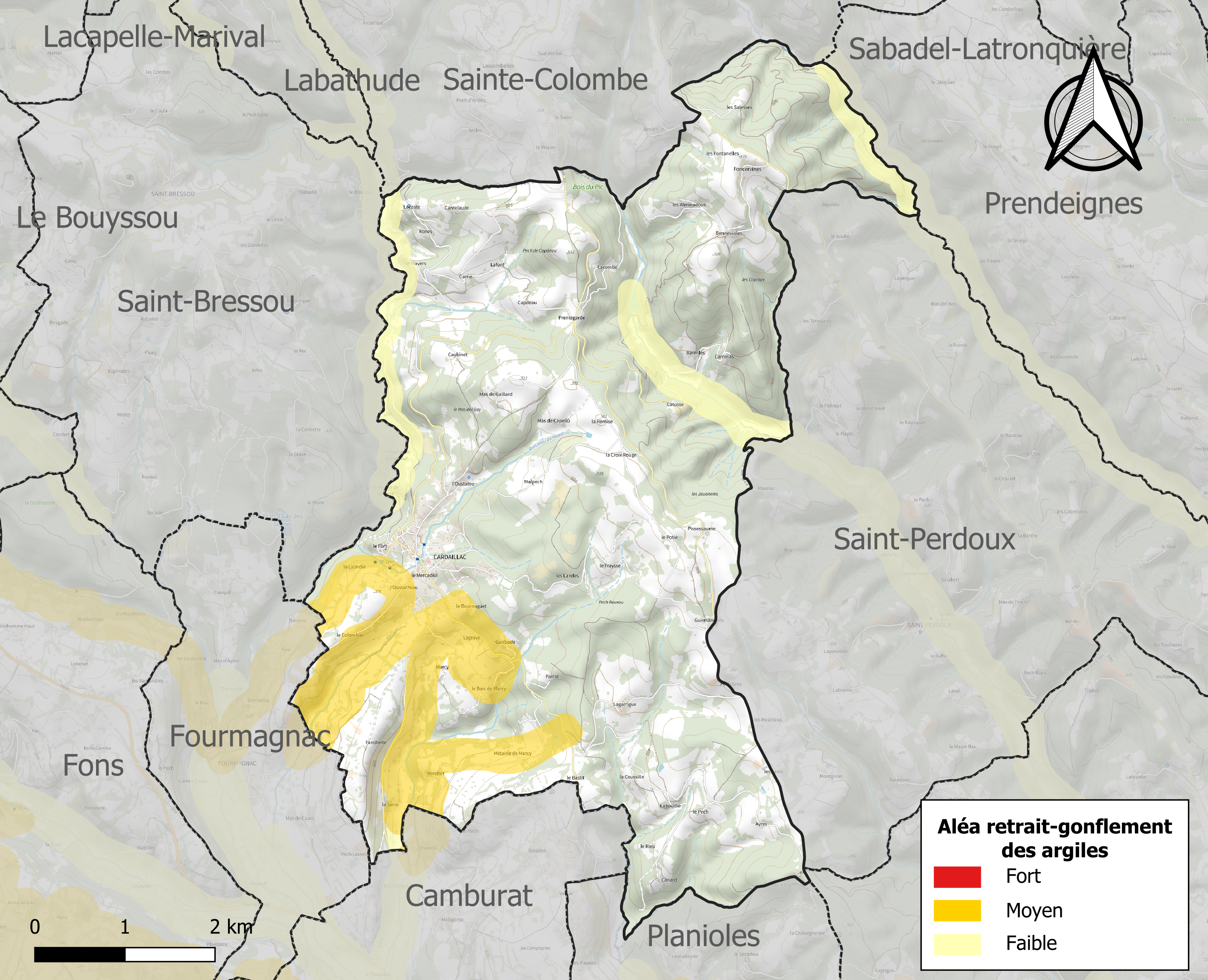
Carte des zones d'aléa retrait-gonflement des sols argileux de Cardaillac.

Concernant les mouvements de terrains, la commune a été reconnue en état de catastrophe naturelle au titre des dommages causés par la sécheresse en 1989 et 2019 et par des mouvements de terrain en 1999.

#### Risque particulier
Dans plusieurs parties du territoire national, le radon, accumulé dans certains logements ou autres locaux, peut constituer une source significative d’exposition de la population aux rayonnements ionisants. Certaines communes du département sont concernées par le risque radon à un niveau plus ou moins élevé. Selon la classification de 2018, la commune de Cardaillac est classée en zone 3, à savoir zone à potentiel radon significatif.

## Toponymie
Le nom Cardaillac proviendrait d'un nom de domaine gallo-romain issu du nom gaulois Cardelia qui a évolué en Cardeilhac puis Cardaillac. La terminaison -ac est issue du suffixe gaulois -acon (lui-même du celtique commun *-āko-), souvent latinisé en -acum dans les textes.

## Histoire

### Au Moyen Âge
Une place forte dont la première construction remonterait au VIIIe siècle fut bâtie sur un promontoire rocheux par l'ancienne famille de Cardaillac, qui avait pour armes de gueules au lion d'argent ; entouré de treize besants de même en orle, et qui s'éteignit au milieu du XIXe siècle. Il reste trois tours de cette forteresse qui subit en 1188, l'assaut des troupes de Richard Cœur de Lion.

### Les guerres de Religion
Cardaillac était dans le camp protestant pendant les guerres de Religion. Le village a accueilli avec enthousiasme la Révolution française.

### Seconde Guerre mondiale
Le 11 mai 1944 à 6 heures du matin, une colonne de la 2e division SS Das Reich  arrive de Figeac en tirant des rafales de fusils mitrailleurs. Ils cernent rapidement le village et installent une mitrailleuse dans le clocher. Ils sont à la recherche de résistants. Pendant deux heures, un officier allemand interroge le maire M. Lafage qui, malgré les dizaines de coups de feu tirés derrière sa tête, affirme habilement qu'il n'y a pas de maquisard dans son village. Pendant ce temps une dizaine de soldats, postés sur son balcon, tirent sur tout ce qui bouge et abattent deux jeunes : Marcel Cavarroc et Raymond Moussie. La troupe rassemble tous les hommes du village et gardent ceux âgés de seize à quarante ans et pille des maisons. L'officier convaincu par le maire relâche les prisonnier. Après le départ des allemands, ils découvrent le cadavre de Georgette Verniol, abattue en plein champ. Albertine Daynac fut aussi blessée par une balle qui perfora son dos et un de ses poumons, mais elle guérit au bout de deux mois.
Le lendemain, une autre colonne arrive et commence à piller le village, mais le maire aidé d'un traducteur lorrain, démontre que sa commune a déjà été contrôlée la veille. Les soldats repartent alors vers Figeac.

## Politique et administration
| Période                                  | Période  | Identité                                             | Étiquette | Qualité                                   |
| ---------------------------------------- | -------- | ---------------------------------------------------- | --------- | ----------------------------------------- |
| 1799                                     | 1813     | Pierre Marroncle                                     |           |                                           |
| 1813                                     | 1818     | Jacques Cayla                                        |           |                                           |
| 1818                                     | 1825     | Jean Baptiste Vialars                                |           |                                           |
| 1826                                     | 1835     | Géraud Marroncle                                     |           |                                           |
| 1835                                     | 1852     | Jean Baptiste Vialars                                |           |                                           |
| 1852                                     | 1870     | Chevalie                                             |           |                                           |
| 1870                                     | 1871     | Léopold Louis Antoine Laparra (1840- )               |           | Notaire. Conseiller général               |
| 1871                                     | 1874     | Baptiste Antoine Lafage                              |           |                                           |
| 1875                                     | 1876     | Chevalier                                            |           |                                           |
| 1876                                     | 1908     | Léopold Antoine André Jean Baptiste Laparra (1872- ) |           | Notaire                                   |
| 1908                                     | 1935     | Léopold Antoine André Jean Baptiste Laparra (1872- ) |           | Notaire                                   |
| 1935                                     | 1951     | Gustave Lafage                                       |           | Greffier                                  |
| 1951                                     | 1965     | Jules Cantarel                                       |           | Instituteur en retraite                   |
| 1965                                     | 1983     | Edgar Laparra                                        |           | Fonctionnaire à la préfecture de la Seine |
| 1983                                     | 1989     | Bernard Benoit                                       |           | Directeur d'établissement d'enseignement  |
| 1989                                     | 2014     | Maurice Cabridens                                    |           |                                           |
| 2014                                     | 2020     | Alain Dauga                                          |           |                                           |
| 2020                                     | En cours | Sophie Picard                                        |           | Professeure de piano                      |
| Les données manquantes sont à compléter. |          |                                                      |           |                                           |

### Politique environnementale

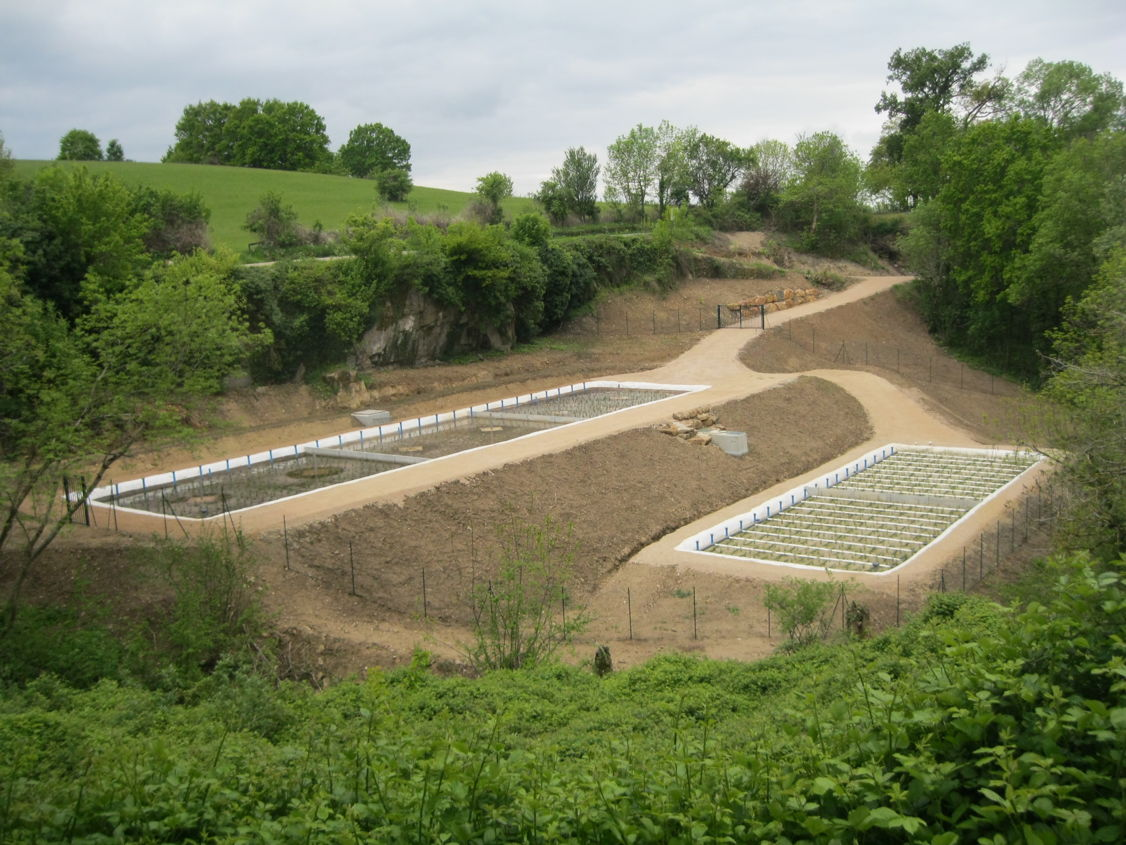
La nouvelle station d'épuration de Cardaillac

Les eaux usées de Cardaillac sont traitées par une nouvelle station d'épuration terminée en avril 2019. Un système de traitement aérobie a été adopté avec des filtres plantés de roseaux sur deux étages successifs. Les travaux de cette installation ont débuté en octobre 2018, pour un coût global de 318 176,71 €, dont la moitié prise en charge par la circonscription administrative de Bassin Adour-Garonne et le quart par la commune.

## Démographie
L'évolution du nombre d'habitants est connue à travers les recensements de la population effectués dans la commune depuis 1793. Pour les communes de moins de 10 000 habitants, une enquête de recensement portant sur toute la population est réalisée tous les cinq ans, les populations de référence des années intermédiaires étant quant à elles estimées par interpolation ou extrapolation. Pour la commune, le premier recensement exhaustif entrant dans le cadre du nouveau dispositif a été réalisé en 2005.

En 2022, la commune comptait 621 habitants, en évolution de +2,99 % par rapport à 2016 (Lot : +1,31 %, France hors Mayotte : +2,11 %).
| 1793  | 1800  | 1806  | 1821  | 1831  | 1836  | 1841  | 1846  | 1851  |
| ----- | ----- | ----- | ----- | ----- | ----- | ----- | ----- | ----- |
| 1 500 | 1 121 | 1 031 | 1 258 | 1 300 | 1 329 | 1 320 | 1 260 | 1 329 |

| 1856  | 1861  | 1866  | 1872  | 1876  | 1881  | 1886  | 1891  | 1896  |
| ----- | ----- | ----- | ----- | ----- | ----- | ----- | ----- | ----- |
| 1 320 | 1 273 | 1 226 | 1 241 | 1 255 | 1 237 | 1 224 | 1 126 | 1 077 |

| 1901  | 1906  | 1911 | 1921 | 1926 | 1931 | 1936 | 1946 | 1954 |
| ----- | ----- | ---- | ---- | ---- | ---- | ---- | ---- | ---- |
| 1 049 | 1 009 | 949  | 842  | 759  | 673  | 616  | 550  | 476  |

| 1962 | 1968 | 1975 | 1982 | 1990 | 1999 | 2005 | 2006 | 2010 |
| ---- | ---- | ---- | ---- | ---- | ---- | ---- | ---- | ---- |
| 456  | 372  | 407  | 434  | 475  | 498  | 552  | 549  | 566  |

| 2015 | 2020 | 2022 | - | - | - | - | - | - |
| ---- | ---- | ---- | - | - | - | - | - | - |
| 602  | 622  | 621  | - | - | - | - | - | - |

En 1783, Cardaillac comptait 1600 habitants.

## Économie

### Revenus
En 2018, la commune compte 260 ménages fiscaux, regroupant 563 personnes. La médiane du revenu disponible par unité de consommation est de 22 220 € (20 740 € dans le département).

### Emploi
|                | 2008  | 2013  | 2018  |
| -------------- | ----- | ----- | ----- |
| Commune        | 8,2 % | 7,8 % | 6,1 % |
| Département    | 7,3 % | 8,9 % | 9,6 % |
| France entière | 8,3 % | 10 %  | 10 %  |

En 2018, la population âgée de 15 à 64 ans s'élève à 354 personnes, parmi lesquelles on compte 77,8 % d'actifs (71,7 % ayant un emploi et 6,1 % de chômeurs) et 22,2 % d'inactifs,. En  2018, le taux de chômage communal (au sens du recensement) des 15-64 ans est inférieur à celui de la France et département, alors qu'en 2008 il était supérieur à celui du département et inférieur à celui de la France.
La commune fait partie de la couronne de l'aire d'attraction de Figeac, du fait qu'au moins 15 % des actifs travaillent dans le pôle,. Elle compte 71 emplois en 2018, contre 70 en 2013 et 70 en 2008. Le nombre d'actifs ayant un emploi résidant dans la commune est de 255, soit un indicateur de concentration d'emploi de 27,9 % et un taux d'activité parmi les 15 ans ou plus de 53,6 %.
Sur ces 255 actifs de 15 ans ou plus ayant un emploi, 51 travaillent dans la commune, soit 20 % des habitants. Pour se rendre au travail, 86,2 % des habitants utilisent un véhicule personnel ou de fonction à quatre roues, 1,5 % les transports en commun, 3,1 % s'y rendent en deux-roues, à vélo ou à pied et 9,2 % n'ont pas besoin de transport (travail au domicile).

### Activités hors agriculture

#### Secteurs d'activités
49 établissements sont implantés  à Cardaillac au 31 décembre 2019. Le tableau ci-dessous en détaille le nombre par secteur d'activité et compare les ratios avec ceux du département,.
| Secteur d'activité                                                                                        | Commune | Commune | Département |
| Secteur d'activité                                                                                        | Nombre  | %       | %           |
| --- | ------- | ------- | ----------- |
| Ensemble                                                                                                  | 49      |         |             |
| Industrie manufacturière, industries extractives et autres                                                | 5       | 10,2 %  | (14 %)      |
| Construction                                                                                              | 8       | 16,3 %  | (13,9 %)    |
| Commerce de gros et de détail, transports, hébergement et restauration                                    | 18      | 36,7 %  | (29,9 %)    |
| Information et communication                                                                              | 1       | 2 %     | (1,8 %)     |
| Activités spécialisées, scientifiques et techniques et activités de services administratifs et de soutien | 7       | 14,3 %  | (13,5 %)    |
| Administration publique, enseignement, santé humaine et action sociale                                    | 7       | 14,3 %  | (12 %)      |
| Autres activités de services                                                                              | 3       | 6,1 %   | (8,7 %)     |

Le secteur du commerce de gros et de détail, des transports, de l'hébergement et de la restauration est prépondérant sur la commune puisqu'il représente 36,7 % du nombre total d'établissements de la commune (18 sur les 49 entreprises implantées  à Cardaillac), contre 29,9 % au niveau départemental.

#### Entreprises et commerces
L'entreprise ayant son siège social sur le territoire communal qui génère le plus de chiffre d'affaires en 2020 est : 
- Le Son Ge, activités de soutien au spectacle vivant (2 k€)

### Agriculture
La commune est dans la Limargue », une petite région agricole occupant une bande verticale à l'est du territoire du département du Lot. En 2020, l'orientation technico-économique de l'agriculture  sur la commune est l'élevage de bovins, pour la viande.
|               | 1988 | 2000 | 2010 | 2020 |
| ------------- | ---- | ---- | ---- | ---- |
| Exploitations | 35   | 20   | 17   | 12   |
| SAU (ha)      | 515  | 484  | 375  | 348  |

Le nombre d'exploitations agricoles en activité et ayant leur siège dans la commune est passé de 35 lors du recensement agricole de 1988  à 20 en 2000 puis à 17 en 2010 et enfin à 12 en 2020, soit une baisse de 66 % en 32 ans. Le même mouvement est observé à l'échelle du département qui a perdu pendant cette période 60 % de ses exploitations,. La surface agricole utilisée sur la commune a également diminué, passant de 515 ha en 1988 à 348 ha en 2020. Parallèlement la surface agricole utilisée moyenne par exploitation a augmenté, passant de 15 à 29 ha.

## Culture locale et patrimoine

### Lieux et monuments
- L'église Saint-Julien de Cardaillac. L'édifice est référencé dans la base Mérimée et à l'Inventaire général Région Occitanie[35].
- La tour de Sagnes : une des tours de l'ancien fort qui date du XIIIe siècle. Elle est inscrite au titre des monuments historiques depuis 1957[36] ;
- La Tour de l'Horloge datant du XIIIe siècle est inscrite au titre des monuments historiques depuis 1991[37] ;
- La place et le puits Manganel : le puits profond de 21 mètres ainsi qu'une citerne alimentaient en eau la place forte. Il a été creusé dans le rocher lors de la construction, puis a été rebouché lors du démantèlement de la fortification. Il a été de nouveau utilisé depuis la fin du XIXe siècle. Manganel était le nom occitan d'un mortier lançant de petits boulets. Un dépôt de ces armes devait se trouver à proximité[38] ;
- Le Musée Eclaté sur sept sites : le moulin à huile de noix, la saboterie, l'école d'antan[39];
- L'un des plus beaux villages de France avec ses maisons anciennes, comme l'oustal Vielh, présentant des sculptures en façade[39] ;
- Sentier de grande randonnée GR 6 allant de Sainte-Foy-la-Grande (Gironde) à Saint-Paul-sur-Ubaye (Alpes-de-Haute-Provence) ;
- Sentier de petite randonnée du plan d'eau des Sagnes démarrant à Cardaillac de 12 km (3h30)[40] ;
- Circuit de découverte : « Les clefs de Cardaillac » présente dans un dépliant ludique douze lieux du village[41].

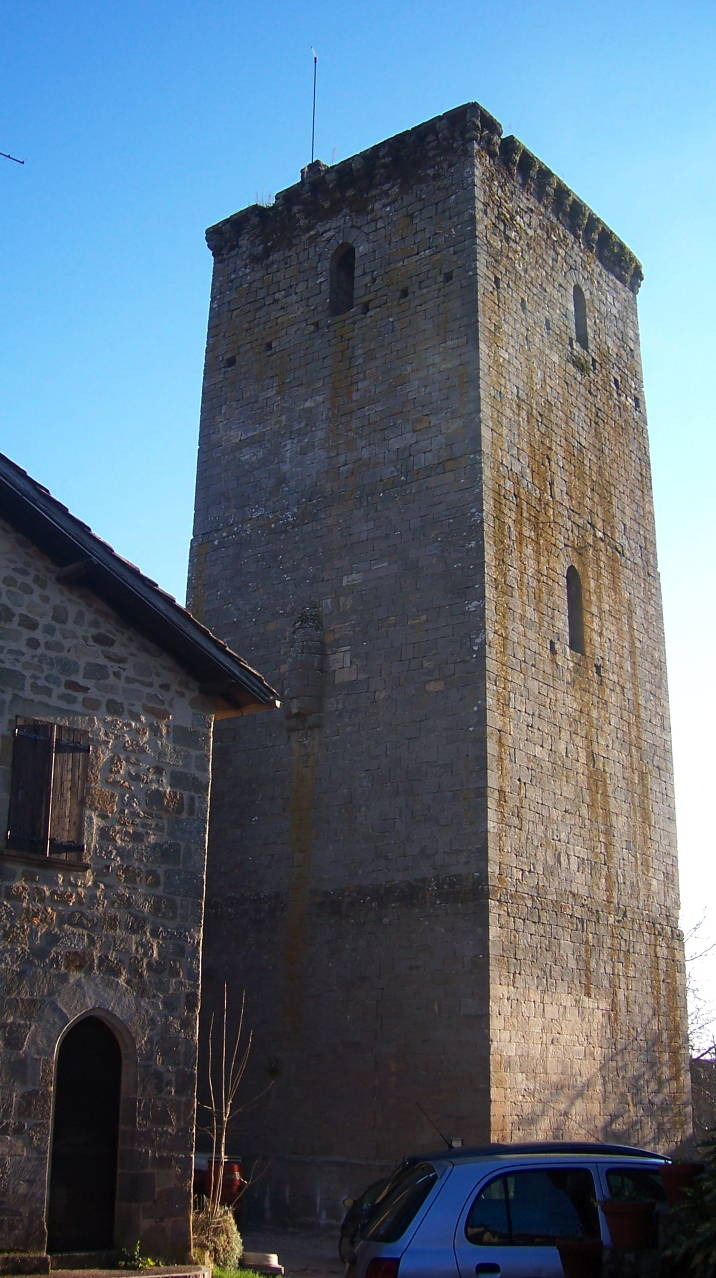
La tour de Sagnes.
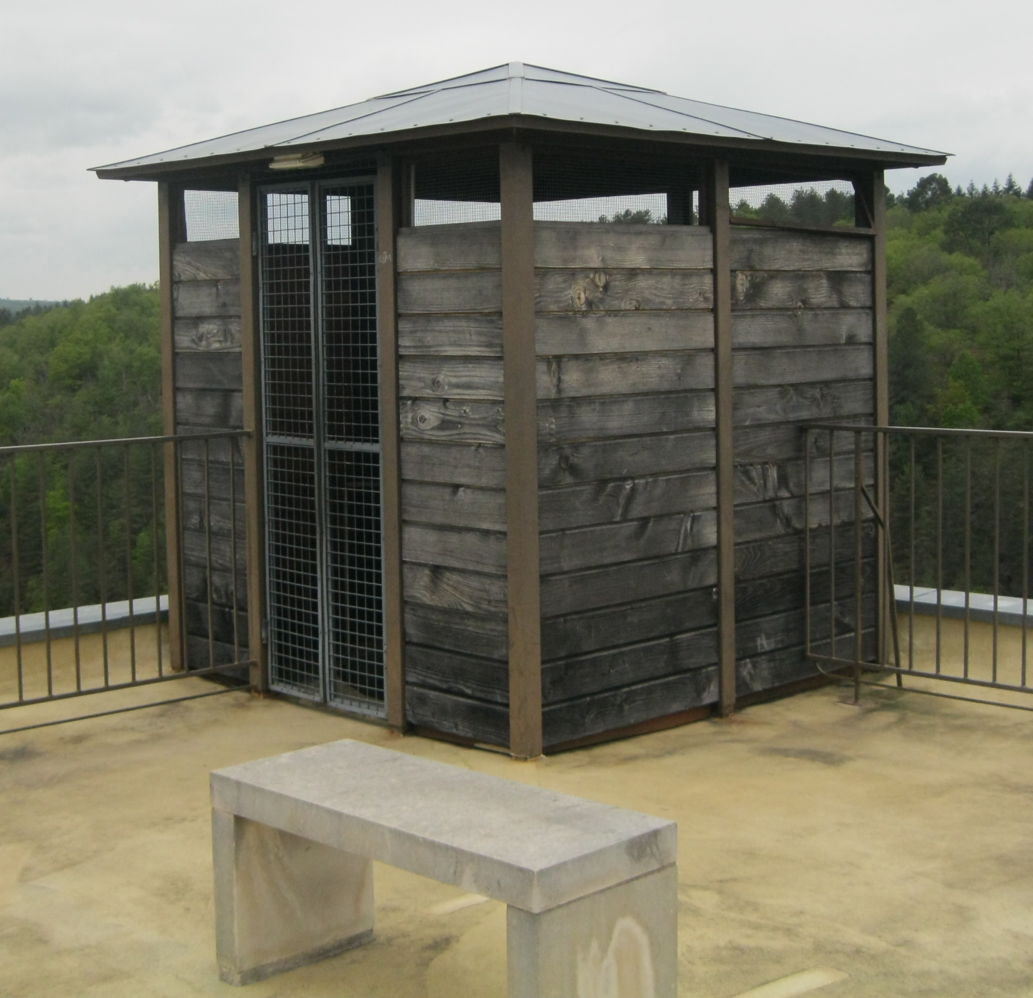
Sommet de la tour de Sagnes.
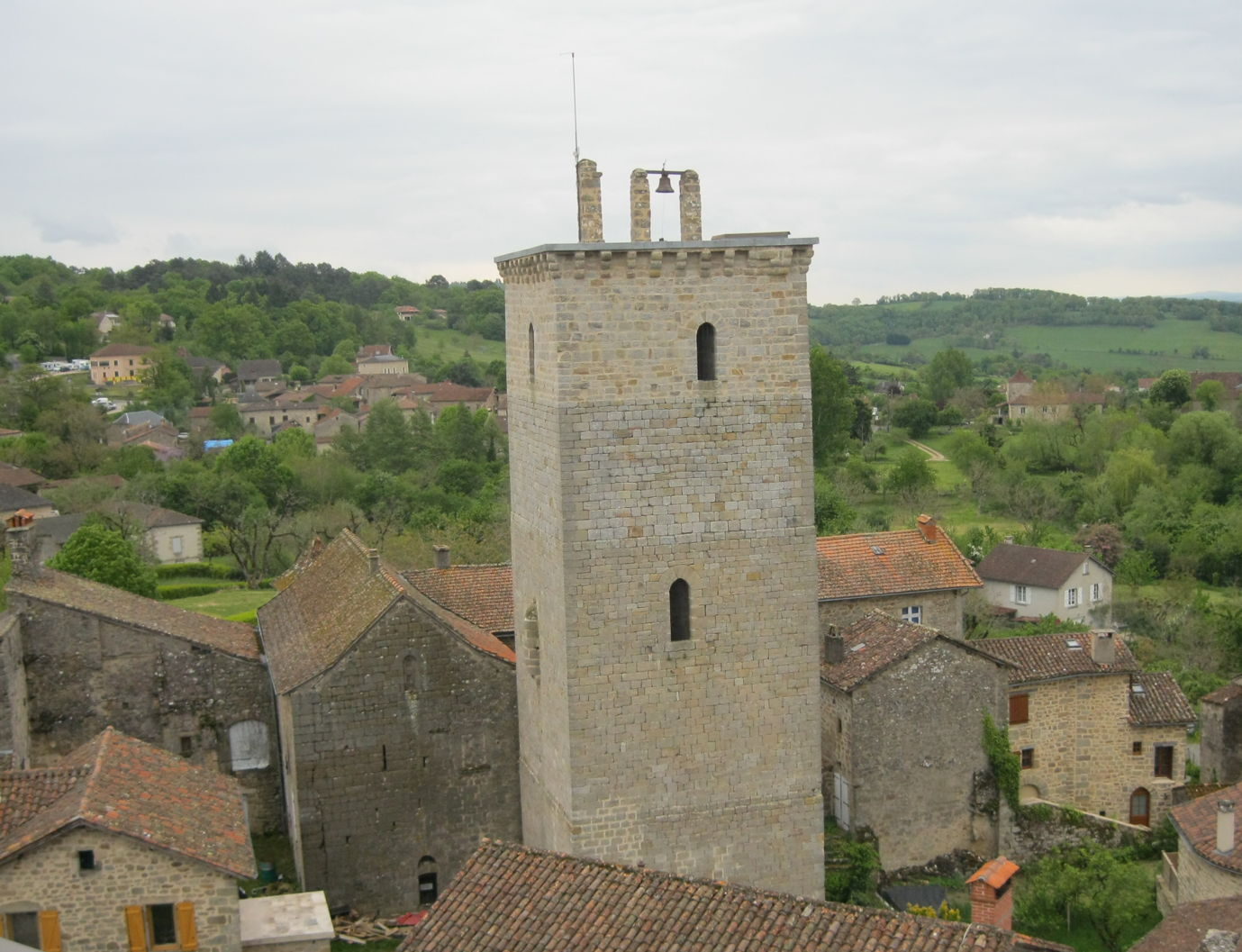
Tour de l'horloge ou tour des barons.
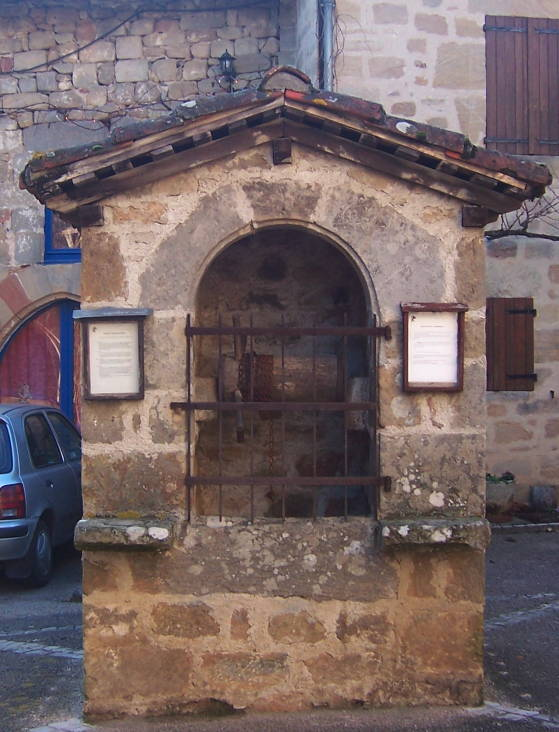
Le puits Manganel.
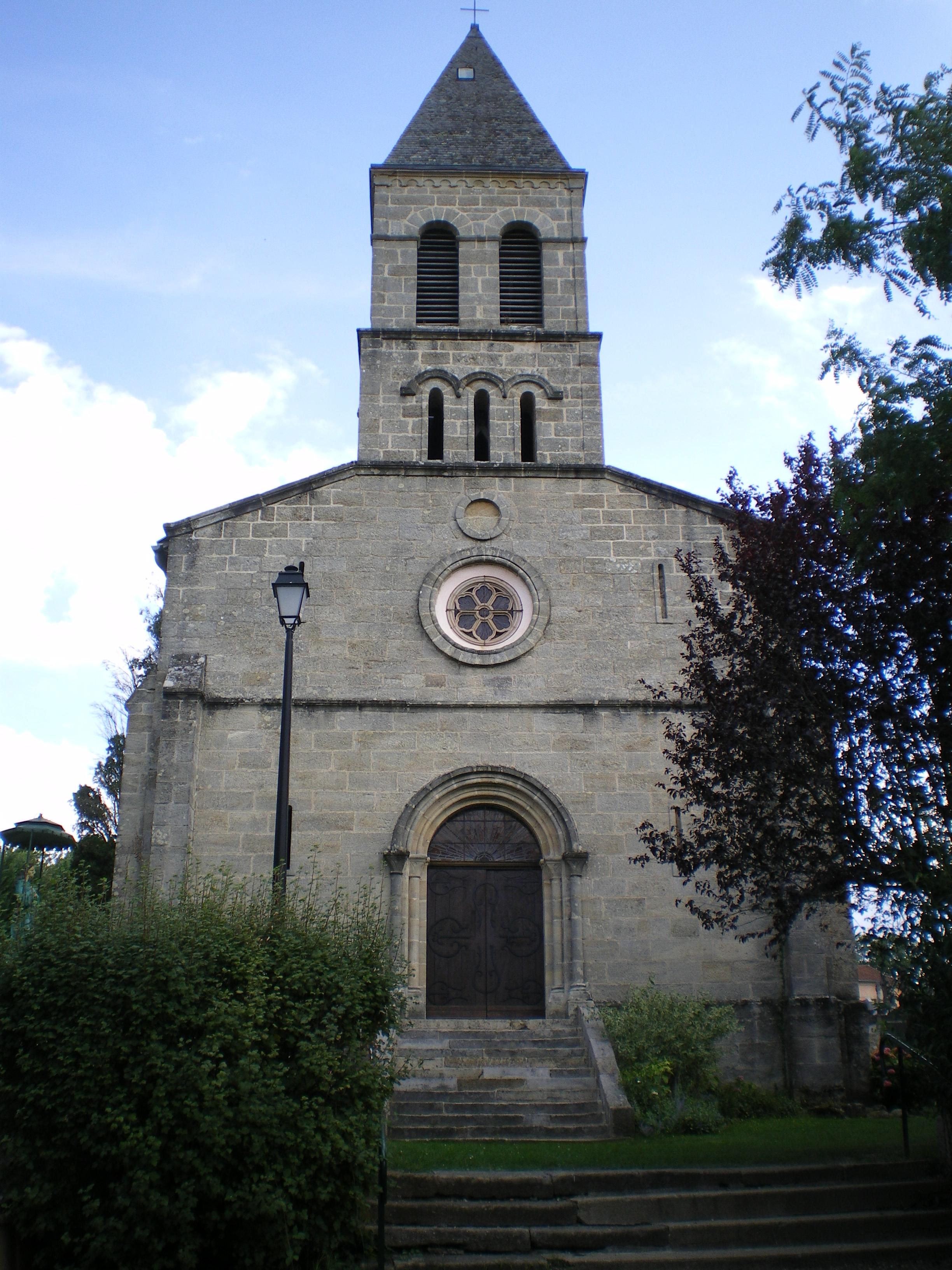
L'église Saint-Julien.

### Personnalités liées à la commune
Berceau de l'ancienne famille de Cardaillac, qui avait pour armes de gueules au lion d'argent ; entouré de treize besants de même en orle et qui s'éteignit au milieu du XIXe siècle.

#### Site de l'Insee
1. ↑  « La grille communale de densité », sur le site de l'Insee, 28 mai 2024 (consulté le 28 juin 2024).
2. 1 2  Insee, « Métadonnées de la commune de Cardaillac ».
3. ↑  « Liste des communes composant l'aire d'attraction de Figeac », sur le site de l'Insee (consulté le 28 juin 2024).
4. ↑  Marie-Pierre de Bellefon, Pascal Eusebio, Jocelyn Forest, Olivier Pégaz-Blanc et Raymond Warnod (Insee), « En France, neuf personnes sur dix vivent dans l’aire d’attraction d’une ville », sur le site de l'Insee, 21 octobre 2020 (consulté le 28 juin 2024).
5. ↑  « REV T1 - Ménages fiscaux de l'année 2018 à Cardaillac » (consulté le 5 février 2022).
6. ↑  « REV T1 - Ménages fiscaux de l'année 2018 dans le Lot » (consulté le 5 février 2022).
7. 1 2  « Emp T1 - Population de 15 à 64 ans par type d'activité en 2018 à Cardaillac » (consulté le 5 février 2022).
8. ↑  « Emp T1 - Population de 15 à 64 ans par type d'activité en 2018 dans le Lot » (consulté le 5 février 2022).
9. ↑  « Emp T1 - Population de 15 à 64 ans par type d'activité en 2018 dans la France entière » (consulté le 5 février 2022).
10. ↑  « Base des aires d'attraction des villes 2020 », sur site de l'Insee (consulté le 10 avril 2021).
11. ↑  « Emp T5 - Emploi et activité en 2018 à Cardaillac » (consulté le 5 février 2022).
12. ↑  « ACT T4 - Lieu de travail des actifs de 15 ans ou plus ayant un emploi qui résident dans la commune en 2018 » (consulté le 5 février 2022).
13. ↑  « ACT G2 - Part des moyens de transport utilisés pour se rendre au travail en 2018 » (consulté le 5 février 2022).
14. ↑  « DEN T5 - Nombre d'établissements par secteur d'activité au 31 décembre 2019 à Cardaillac » (consulté le 14 février 2022).
15. ↑  « DEN T5 - Nombre d'établissements par secteur d'activité au 31 décembre 2019 dans le Lot » (consulté le 14 février 2022).

#### Autres sources
1. ↑  Carte IGN sous Géoportail
2. ↑  Daniel Joly, Thierry Brossard, Hervé Cardot, Jean Cavailhes, Mohamed Hilal et Pierre Wavresky, « Les types de climats en France, une construction spatiale », Cybergéo, revue européenne de géographie - European Journal of Geography, no 501,‎ 18 juin 2010 (DOI https://doi.org/10.4000/cybergeo.23155, lire en ligne, consulté le 9 juillet 2021).
3. ↑  « Orthodromie entre Cardaillac et Faycelles », sur fr.distance.to (consulté le 14 novembre 2023).
4. ↑  « Station Météo-France « Faycelles » (commune de Faycelles) - fiche climatologique - période 1991-2020 », sur donneespubliques.meteofrance.fr (consulté le 14 novembre 2023).
5. ↑  « Station Météo-France « Faycelles » (commune de Faycelles) - fiche de métadonnées. », sur donneespubliques.meteofrance.fr (consulté le 14 novembre 2023).
6. 1 2  « Liste des ZNIEFF de la commune de Cardaillac », sur le site de l'Inventaire national du patrimoine naturel (consulté le 2 septembre 2021).
7. ↑  « ZNIEFF la « zone humide du ruisseau de Murat » - fiche descriptive », sur le site de l'inventaire national du patrimoine naturel (consulté le 2 septembre 2021).
8. ↑  « ZNIEFF les « zones humides de Cantagrel, du Moulin de Carrié et de Lafont » - fiche descriptive », sur le site de l'inventaire national du patrimoine naturel (consulté le 2 septembre 2021).
9. ↑  « ZNIEFF les « zones humides de St Perdoux » - fiche descriptive », sur le site de l'inventaire national du patrimoine naturel (consulté le 2 septembre 2021).
10. ↑  « ZNIEFF les « zones humides des ruisseaux de Burgalières et de Pétarot ainsi que de l´étang de Cün » - fiche descriptive », sur le site de l'inventaire national du patrimoine naturel (consulté le 2 septembre 2021).
11. ↑  « ZNIEFF les « zones humides du Fraysse et des landes » - fiche descriptive », sur le site de l'inventaire national du patrimoine naturel (consulté le 2 septembre 2021).
12. ↑  « ZNIEFF le « Haut bassin du Drauzou » - fiche descriptive », sur le site de l'inventaire national du patrimoine naturel (consulté le 2 septembre 2021).
13. ↑  « ZNIEFF le « Ségala lotois : bassin versant du Célé » - fiche descriptive », sur le site de l'inventaire national du patrimoine naturel (consulté le 2 septembre 2021).
14. ↑  « CORINE Land Cover (CLC) - Répartition des superficies en 15 postes d'occupation des sols (métropole). », sur le site des données et études statistiques du ministère de la Transition écologique. (consulté le 14 avril 2021).
15. 1 2 3  « Les risques près de chez moi - commune de Cardaillac », sur Géorisques (consulté le 17 octobre 2022).
16. ↑  « Dossier départemental des risques majeurs dans le Lot », sur lot.gouv.fr (consulté le 13 septembre 2022), partie 1 -  chapitre Risque inondation.
17. ↑  « Cartographie du risque radon en France. », sur le site de l’IRSN, janvier 2021 (consulté le 13 septembre 2022).
18. ↑  Gaston Bazalgues, À la découverte des noms de lieux du Quercy : Toponymie lotoise, Gourdon, Éditions de la Bouriane et du Quercy, juin 2002, 127 p. (ISBN 2-910540-16-2), p. 108
19. 1 2  P. Louis Laîné, Archives généalogiques et historiques de la noblesse de France, 1841, page 28.
20. 1 2  Gilbert Lacan, Figeac en Quercy : sous la terreur allemande, Paris, Union Amicale des Enfants de l'Arrondissement de Figeac, mai 1945, 99 p., p. 27-30.
21. ↑  « Les maires de Cardaillac », sur francegenweb.org, 19 février 2011 (consulté le 12 octobre 2016).
22. ↑  Préfecture du Lot, « Liste des maires élus en mars 2008 », sur lot.pref.gouv.fr (consulté le 1er février 2010).
23. ↑  [PDF]« Pour votre information », La voix de Cardaillac, no 54,‎ avril 2019, p. 2 (lire en ligne, consulté le 5 mai 2019).
24. ↑  « Le chantier de la nouvelle station d'épuration », sur La Dépêche du Midi, 27 octobre 2018 (consulté le 5 mai 2019).
25. ↑  L'organisation du recensement, sur insee.fr.
26. ↑  Calendrier départemental des recensements, sur insee.fr.
27. ↑  Des villages de Cassini aux communes d'aujourd'hui sur le site de l'École des hautes études en sciences sociales.
28. ↑  Fiches Insee - Populations de référence de la commune pour les années 2006, 2007, 2008, 2009, 2010, 2011, 2012, 2013, 2014, 2015, 2016, 2017, 2018, 2019, 2020, 2021 et 2022.
29. ↑  Edgar Laparra, Cardailac en Quercy et son histoire, 30 avril 1982, 196..
30. ↑  « Entreprises à Cardaillac », sur entreprises.lefigaro.fr (consulté le 14 février 2022).
31. ↑  « Les régions agricoles (RA), petites régions agricoles(PRA) - Année de référence : 2017 », sur agreste.agriculture.gouv.fr (consulté le 14 février 2022).
32. ↑  Présentation des premiers résultats du recensement agricole 2020, Ministère de l’agriculture et de l’alimentation, 10 décembre 2021
33. 1 2  « Fiche de recensement agricole - Exploitations ayant leur siège dans la commune de Cardaillac - Données générales », sur recensement-agricole.agriculture.gouv.fr (consulté le 14 février 2022).
34. ↑  « Fiche de recensement agricole - Exploitations ayant leur siège dans le département du Lot » (consulté le 14 février 2022).
35. ↑  « Église paroissiale Saint-Julien », sur pop.culture.gouv.fr (consulté le 24 mai 2021).
36. ↑  « Tour de Sagnes », notice no PA00095041, sur la plateforme ouverte du patrimoine, base Mérimée, ministère français de la Culture.
37. ↑  « Tour de l'horloge », notice no PA00095304, sur la plateforme ouverte du patrimoine, base Mérimée, ministère français de la Culture.
38. ↑  Panneau explicatif apposé sur le puits Manganel
39. 1 2  « Cardaillac, rénovation des tours », sur Dailymotion (consulté le 5 mai 2019).
40. ↑  « Plan d'eau des Sagnes »(Archive.org • Wikiwix • Archive.is • Google • Que faire ?), Comité de Tourisme du Lot (consulté le 4 mai 2019).
41. ↑  [PDF]« Circuit de découverte : Les clefs de Cardaillac »(Archive.org • Wikiwix • Archive.is • Google • Que faire ?), sur cardaillac.fr, Pays de Figeac (consulté le 5 mai 2019).